# غوستافو (لاعب كرة قدم)
غوستافو هو لاعب كرة قدم برازيلي في مركز الدفاع، ولد في 23 فبراير 1995 في ساو باولو في البرازيل. لعب مع نادي سايغون.